# Баранов, Евгений Захарович
Евге́ний Заха́рович Бара́нов (1869, Нальчик, Терская область — 1934, Москва) — русский литературовед и историк, собиратель фольклора.

## Биография
Родился в семье некрупного торговца, выходца из крепостных. В 17 лет окончил Нальчикскую городскую школу и отправился в Москву поступать в Строгановское училище. Учёба продолжалась недолго. Через год Баранов был арестован по обвинению в политической неблагонадежности и после пятимесячного заключения выписан в Нальчик под гласный надзор полиции. Через некоторое время был снова арестован на четыре месяца.
Начиная с 1888 года Евгений Баранов много путешествовал. Был на Северном Кавказе, в Закавказье, Дагестане, на Дону, в Крыму и кем только не работал: служил писарем или корректором, писал разоблачительные корреспонденции и статьи в газеты, торговал книгами на базаре, ходатайствовал по судебным делам, пилил дрова, убирал картошку, кукурузу, виноград, мыл посуду в трактирах. В этих скитаниях Евгений Захарович открывал для себя удивительный мир фольклора, который лег в основу целого ряда сборников: «Кабардинские легенды», «Легенды Кавказа», «Сказки кавказских горцев», «Сказки терских казаков» и др.
В 1911 году обосновался в Москве и работал сотрудником газеты «Русские ведомости» и ряда других московских книжных издательств.
В 1914 году в результате неудачного падения сломал ногу и навсегда остался инвалидом.
После революции Баранов тяжело бедствовал. Чтобы выжить, он продавал с лотка поддержанные книги и пел с приятелем по трактирам народные песни. В самые тяжелые годы Евгения Захаровича поддерживали друзья. Именно их стараниями в конце 1920-х годов ему была назначена небольшая пенсия.
В конце 1928 года в квартире Баранова случился пожар, погубивший большую часть его архива. То, что осталось, он в 1934 году продал Литературному музею (позднее эта коллекция оказалась в РГАЛИ).
Умер в 1934 году в Москве и был похоронен на Ваганьковском кладбище.

## Адреса в Москве
Арбат, д. 4.